# Efisio Corrias
Efisio Corrias (Bagno di Romagna, 31 maggio 1911 – Cagliari, 15 gennaio 2007) è stato un carabiniere, politico e dirigente sportivo italiano.
Benché nato in Romagna dove il padre prestava servizio, visse tuttavia in Sardegna dove svolse tra l'altro la sua attività politica.
Esponente della Democrazia Cristiana ricoprì numerosi incarichi come il suo predecessore Alfredo Corrias. È stato infatti presidente del consiglio regionale della Sardegna, presidente della regione (per 8 anni in 3 legislature) e senatore nella V Legislatura.
Efisio Corrias è stato il presidente della regione che è durato più a lungo ed è stato definito presidente della rinascita perché durante il suo mandato riuscì a ottenere l'approvazione del piano straordinario dal parlamento nel 1962.
Oltre ai suoi incarichi istituzionali, fu presidente del Credito Industriale Sardo e presidente del Cagliari Calcio negli anni dello scudetto.
È morto a Cagliari nel 2007.